# 14 brumaire
14 vendémiaire 14 frimaire
Le quartidi 14 brumaire, officiellement dénommé jour de l'endive, est le 44e jour de l'année du calendrier républicain.
C'était généralement le 4e jour du mois de novembre dans le calendrier grégorien.